# Marko Tušek
Marko Tušek (ur. 17 lipca 1975 w Trbovljach) – słoweński koszykarz, reprezentant kraju, występujący na pozycjach silnego skrzydłowego lub środkowego.

## Osiągnięcia
Na podstawie, o ile nie zaznaczono inaczej.
Drużynowe
- Mistrz Słowenii (1994–1996, 1998)
- Zdobywca pucharu:
  - Saporty (1994)
  - Słowenii (1994, 1995, 1997, 1998)
- Uczestnik Final Four Euroligi (1997)
- Finalista:
  - pucharu Włoch (2001, 2006)
  - superpucharu Włoch (2001, 2008)

Indywidualne
- Uczestnik meczu gwiazd ligi słoweńskiej (1997)
- Zwycięzca konkursu wsadów meczu gwiazd ligi słoweńskiej w (1997)

Reprezentacja
- Uczestnik mistrzostw Europy: 
  - 1993 – 14. miejsce, 1995 – 10. miejsce, 1997 – 14. miejsce, 2001 – 15. miejsce, 2003 – 10. miejsce
  - U–22 (1994 – 8. miejsce, 1996 – 7. miejsce)